# Engenheiro químico

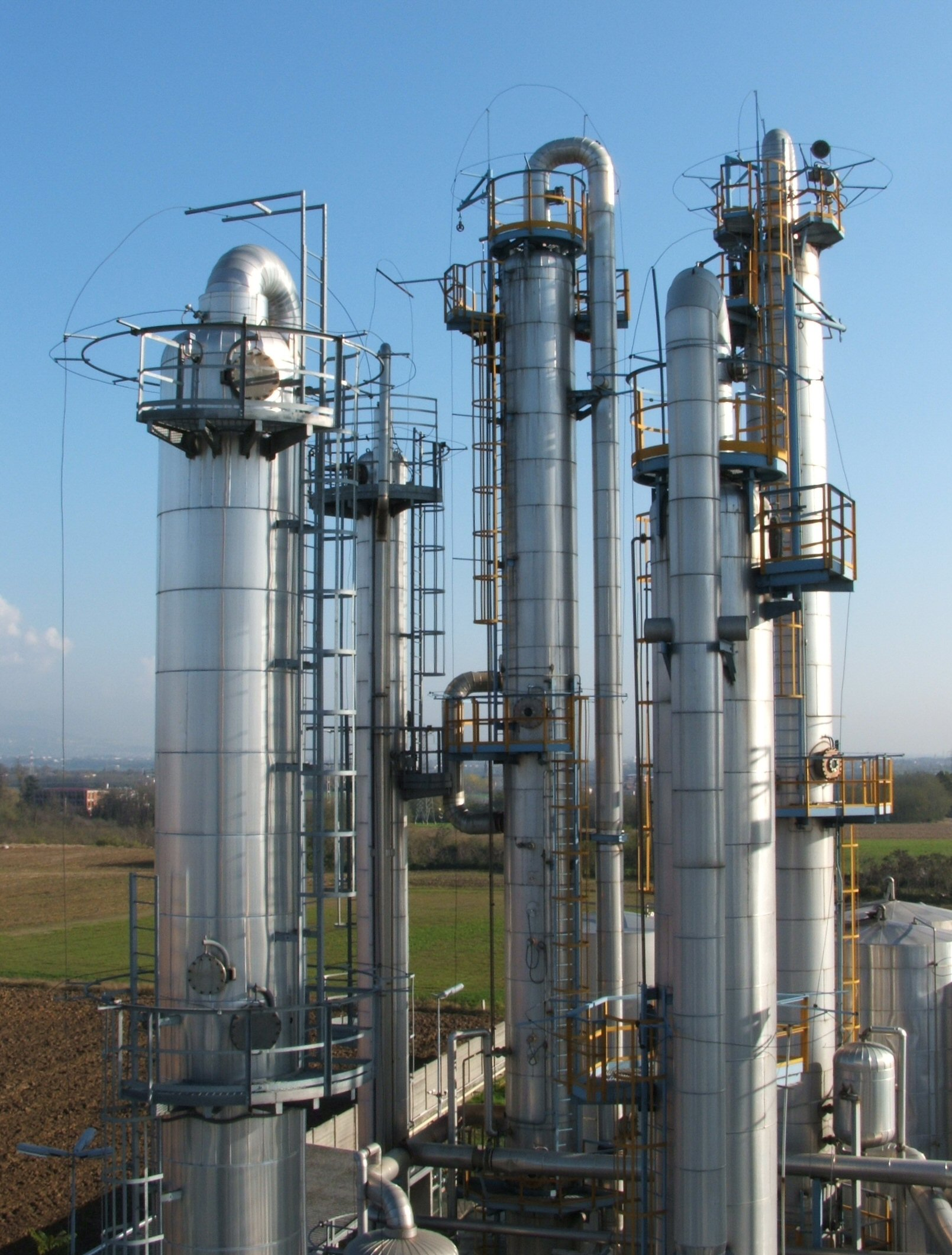
Engenheiros químicos desenham, constroem e operam plantas químicas.

No campo da engenharia, um engenheiro químico é um profissional que, equipado com o conhecimento da engenharia química, trabalha na indústria química de forma a converter matéria-prima bruta em uma variedade de produtos, e que lida com o desenho e operação de plantas e equipamentos. Em geral, o engenheiro químico é aquele que utiliza os princípios da engenharia química em qualquer uma de suas várias aplicações práticas, as quais incluem:
1. Desenhar, manufaturar e operar plantas e máquinas em processos industriais químicos e correlatos ("engenheiros de processos químicos");
2. Desenvolver substâncias novas ou adaptadas para produtos, que vão desde alimentos e bebidas até cosméticos, produtos de limpeza, ingredientes farmacêuticos entre outros ("engenheiros de produtos químicos");
3. Desenvolver novas tecnologias, como células de combustível, hidrogênio como combustível e nanotecnologia, bem como em campos integral ou parcialmente derivados da engenharia química, como ciência dos materiais, engenharia de polímeros e engenharia biomédica.

## História

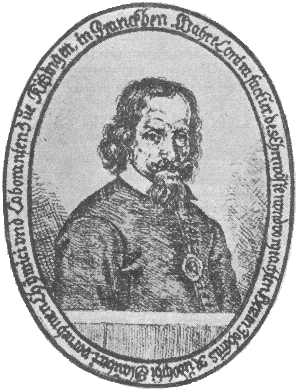
Retrato de Johann Rudolf Glauber.

O presidente da Instituição de Engenheiros Químicos (IChemE) declarou em seu discurso presidencial: "Eu acredito que muitos de nós estamos dispostos a considerar Edward Charles Howard (1774–1816) como o primeiro engenheiro químico de eminência". Em contrapartida, outros sugerem que o primeiro engenheiro químico teria sido Johann Rudolf Glauber (1604–1670), por ter desenvolvido os processos de manufatura para os principais ácidos industriais.
O termo aparece publicado em 1839, porém num contexto que se refere a uma pessoa com conhecimento em engenharia mecânica que trabalha na indústria química.
Em 1880, George E. Davis escreveu em uma carta para o Chemical News que "um engenheiro químico é uma pessoa que possui conhecimento em química e em mecânica e que o aplica para a realização de reações químicas na escala de manufatura." Ele propôs o nome de Sociedade de Engenheiros Químicos para o grupo que era então chamado de Sociedade da Indústria Química. Na primeira reunião geral desta sociedade, em 1882, aproximadamente quinze de seus trezentos membros descreviam-se como engenheiros químicos. No entanto, quando a sociedade formou o Grupo de Engenharia Química em 1918, aproximadamente quatrocentos membros passaram a denominar-se dessa maneira.
Em 1905, uma publicação chamada O Engenheiro Químico foi fundada nos Estados Unidos,  e em 1908 o Instituto Americano de Engenheiros Químicos (AIChE) foi estabelecido.

## Empregabilidade e salários
De acordo com uma pesquisa de salário de 2015 pelo AIChE, o salário mediano anual de um engenheiro químico era de aproximadamente 127 mil dólares. No Reino Unido, a pesquisa de salário de 2016 pela IChemE reportou que o salário mediano era de aproximadamente 57 mil libras esterlinas e, para recém-graduados, de aproximadamente 28350 libras.